# Glanum

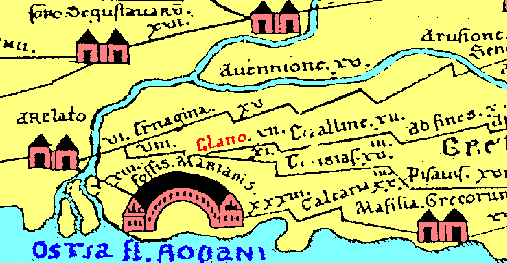
Ligging van Glanum op de Peutingerkaart

Glanum was een stad in de Romeinse provincie Provincia Narbonensis (de huidige Provence), in een dal van de Alpilles nabij het huidige Saint-Rémy-de-Provence. De opgravingen ervan zijn de belangrijkste in Frankrijk.

## Geschiedenis van Glanum

### Stichting door de Kelten
Glanum is in de zesde eeuw voor Christus gesticht door de Gallische Kelten, en dankt haar ontstaan aan een heilige bron in een goed verdedigbare vallei. De Kelten bouwden eerst hun oppidum (vesting) op de naastgelegen Mont Gaussier (307 m.), maar daalden later naar de vallei af. De bron was gewijd aan de lokale god Glanis en drie godinnen die later door de Romeinen Matres Glanicae werden genoemd.

### Griekse invloed
Na de stichting van Massilia (Marseille) door de Grieken kwam Glanum onder de invloed van Griekse handelaren, die de Rhône opvoeren. Er werden munten geslagen met Griekse opschriften  (ΓΛΑΝΙΚΩΝ, "van de Glanumers"), het Griekse alfabet werd overgenomen om het lokale Keltische dialect te schrijven, en de Griekse bouwstijl kwam in zwang: een trapezium-vormige agora, een bouleuterion (raadszaal) en een theater werden aangelegd. De ingang van de vallei werd met een imposante poort afgesloten.

Uit deze tijd dateren ook de eerste aangetroffen opschriften: grafschriften, de eerder genoemde munten, en inscripties van een mysterieuze cultus, de Boomdragers (δενδροφοροι Γλανικοι/dendrofori Glanici), die tot in de Romeinse tijd beleden werd.

### De Romeinse tijd
Na de Romeinse verovering van de huidige Provence werd Glanum grondig gerenoveerd. De bron werd toegewijd aan de godin Valetudo, die werd vereerd omwille van een goede gezondheid. Het was een drukbezocht pelgrimsoord. De oude agora maakte in twee fases plaats voor een grandioos forum, en het hierdoor overbodig geworden bouleuterion maakte plaats voor twee tempels die gewijd waren aan de twee Prinsen der Jeugd (Gaius en Lucius Caesar, kleinzoons van keizer Augustus). Er werden grote publieke werken verricht; naast de genoemde tempels en het vergrote Forum ook thermen, tempels, een triomfboog en zelfs een grote stuwdam ten westen van de stad voor de watervoorziening van alle steden in de omgeving. De drainage van het stadsgebied, die voorheen in regenachtige tijden voor grote problemen zorgde, werd geregeld door een ingenieus rioleringssysteem onder de geplaveide hoofdstraat.

#### Glanum in klassieke teksten
Glanum was een provinciestadje dat ver van Rome lag, en er is dan ook niet veel over geschreven. Het is een van de genoemde plaatsen in het Itinerarium Antonini, de etappegewijze beschrijving van routes in het Rijk, en komt als Glano voor op de Peutingerkaart, een middeleeuwse kopie van een Romeinse wegenkaart.

De belangrijkste vindplaatsen zijn de encyclopedie Naturalis Historia van Plinius de Oudere, waar Glanum genoemd wordt in de opsomming van steden van het Romeinse Rijk, en de Geographia van Claudius Ptolemaeus. Dit laatste werk geeft ten behoeve van het maken van kaarten lijsten van plaatsnamen per landstreek en hun geografische coördinaten (ten opzichte van Alexandrië). Glanum wordt hier als volgt vermeld:

| Geo. II. 10: Και υπο τουτους Σαλυες, ων πολεις ομοιως· - Ταρουσκων κγ μγ γο - Γλανον κγ ς" μγ ς" - Αρελατον Κολωνια κβ ς" δ.μγ γ. - Υδατα Σεξτια Κολωνια κδ ς" μγ γο. | Geo. II. 10: En ten zuiden van hen [wonen] de Salyers, wier steden respectievelijk [zijn]: - Tarusco (Tarascon) - Glanum (Saint-Rémy-de-Provence) - Arelatum Colonia (Arles) - Aquae Sextiae Colonia (Aix-en-Provence) |

### Verval van Glanum en stichting van Saint-Rémy
Het lijkt erop dat Glanum, dat een paar mijl van de grote weg tussen Italië en Spanje verwijderd lag, het vooral moest hebben van de broncultus: voor de handel lag het onhandig uit de route. In de derde eeuw na Christus ging het met de cultus bergafwaarts, en nadat de Alemannen de stad in 260 hadden verwoest, trokken de bewoners grotendeels weg uit het gebied; alleen rond de bron werden een paar nieuwe, kleine huizen gebouwd. Een paar kilometer verder naar het noorden werd een nieuwe stad gesticht, waarbij de vervallen gebouwen van Glanum dienden als bron voor bouwmaterialen. Deze stad viel in de Middeleeuwen onder de bescherming van de abdij van Saint-Rémi in Reims, en kreeg vandaar de naam Saint-Rémy-de-Provence.

## 260—1921

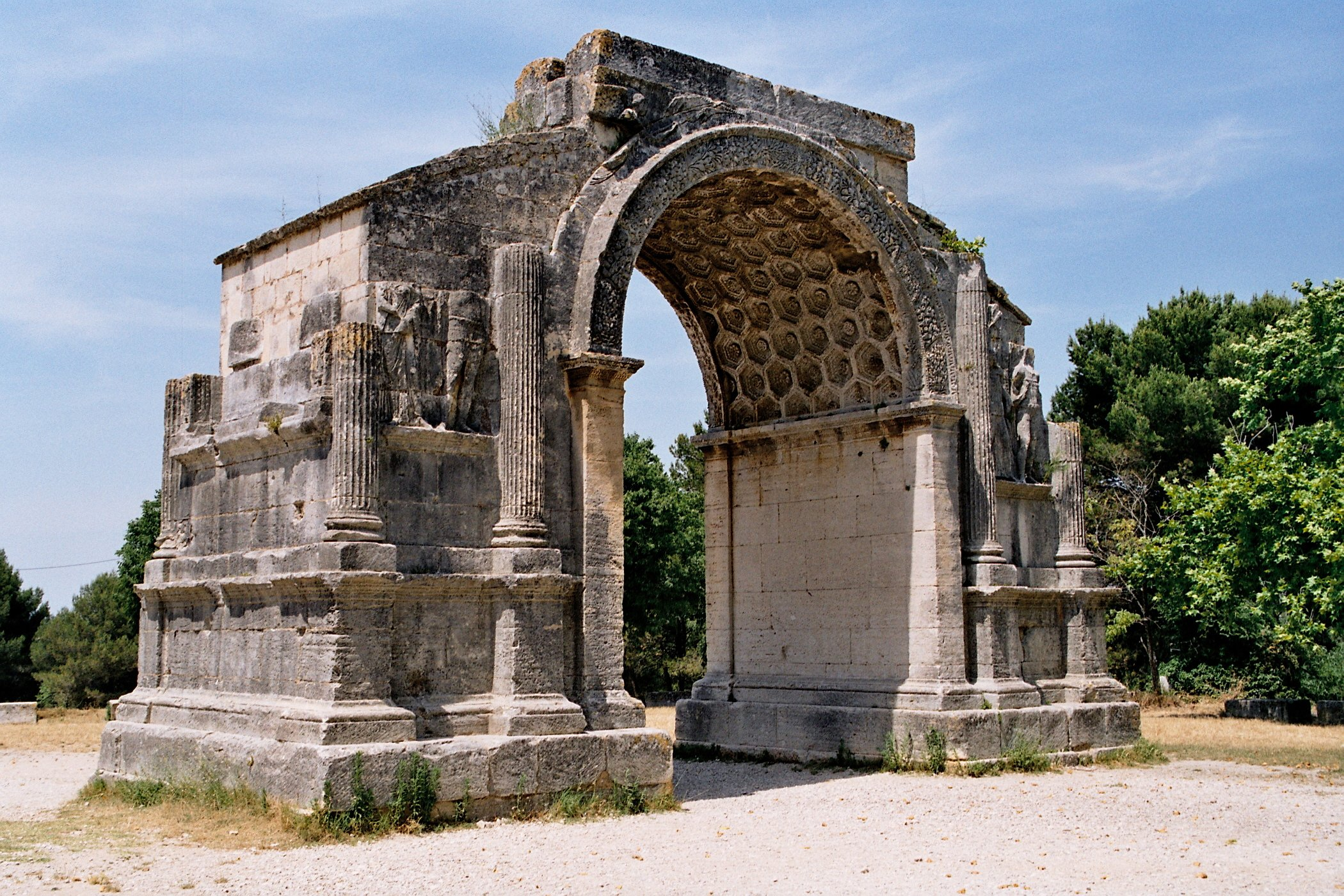
De triomfboog van Glanum

Doordat het rioleringssysteem niet meer onderhouden werd, raakte wat overbleef van Glanum al snel bedolven onder lagen sediment die in regenachtige tijden van de bergen af stroomden. Alleen twee monumenten, die bekendstonden als Les Antiques, gaven aan waar de stad ooit lag. Deze twee monumenten, een grafmonument en wat over was van de triomfboog, waren alom bekend, werden gerespecteerd en ook onderhouden: in de achttiende eeuw werd op de afgesleten triomfboog een dakpanbekleding aangebracht om verdere verwering te voorkomen. Deze dakpannen geven de triomfboog zijn karakteristieke "hangende schouders"-aanblik.

In de vallei groeiden ondertussen uitgebreide olijfboomgaarden waar incidenteel munten of architectuurfragmenten werden gevonden. Vincent van Gogh, die van 1889-1890 in de op een steenworp afstand gelegen psychiatrische inrichting Saint-Paul-de-Mausole werd verpleegd, heeft diverse schilderijen van de boomgaard gemaakt in de vallei waar ooit Glanum lag.

## Opgravingen
In de twintigste eeuw groeide het bewustzijn, gestaafd door de talrijke bodemvondsten, dat hier een belangrijke archeologische vindplaats lag. Onder leiding van achtereenvolgens Jules Formigé, Pierre de Brun en Henri Rolland, hebben sinds 1921 omvangrijke opgravingen plaatsgevonden, die een waarachtig mini-Pompeï hebben blootgelegd. Samen met de opgravingen van het ook in de Provence gelegen Vaison-la-Romaine zijn het de belangrijkste Romeinse opgravingen in Frankrijk, en een van de voornaamste buiten Italië.

### Structuur van de opgravingen: drie wijken enLes Antiques
De huidige stand van de site (die naar men denkt tot nu toe slechts ±15% van de oorspronkelijke stad omvat) laat vier "wijken" zien: de heiligdommen in de nauwe vallei, het openbare centrum, een woonwijk, en Les Antiques. De site ziet er enigszins complex uit, aangezien de Griekse en Romeinse bouwfasen, die elkaar oorspronkelijk opvolgden, door elkaar heen zijn blootgelegd, maar behalve bij het forum leidt dit nergens tot onoverzichtelijkheid.

#### De heiligdommen
Het nauwe gedeelte in de hogere vallei bevat voornamelijk tempels en heiligdommen, waaronder de heilige bron van Glanis die de stad zijn bestaansrecht verleende. Recht tegenover de heilige bron stijgt een brede trap steil op tegen de hoge rotsen; deze leidt naar de grot waarin de Matres Glanicae werden vereerd.

Andere heiligdommen in deze wijk zijn die van Hercules, een onder de Kelten populaire halfgod, en van Valetudo (Gezondheid). Deze laatste tempel, opgericht door Augustus' generaal en schoonzoon Marcus Agrippa, diende tevens als apotheek. Het opschrift is bewaard gebleven:

[VALE]TUDINI · M · AGRIPPA

Aan de Gezondheid (gewijd) door Marcus Agrippa
Naast tempels omvat dit gedeelte van de stad, het hoogste en nauwste stuk, ook een wijnstokerij en diverse kleine, eenkamerige huisjes die steil tegen de rotsen werden opgestapeld. De wijk wordt van de rest gescheiden door de resten van een muur met stadspoort, die de pas afsloot.

#### Het centrum
Het centrum van de stad wordt gedomineerd door grote openbare gebouwen: twee tempels die aan de keizercultus waren gewijd (en meer specifiek aan de eerdergenoemde Prinsen der Jeugd), het forum en het theater. Van de tempels en het theater is niet al te veel meer over; tegenwoordig is op een van beide tempels een hoekstuk met behulp van authentieke materialen en werkwijzen gereconstrueerd.

Van het forum is meer bewaard gebleven: van de porticussen die het plein omzoomden de grondvesten, en van de basilica/curia de kelderverdieping die, omdat het terrein hier sterk afhelde, bovengronds is gebouwd. De basilica, waar het bestuur vergaderde, en de curia, waar recht werd gesproken, vormden het hart van het openbaar bestuur.

#### De woonwijk
Ten noorden van het centrum, waar de vlakte aanzienlijk breder wordt, zijn een viertal villa's, wat kleinere huizen, en de thermen opgegraven. Deze laatste omvatten ook een sportveld en een buitenbad.

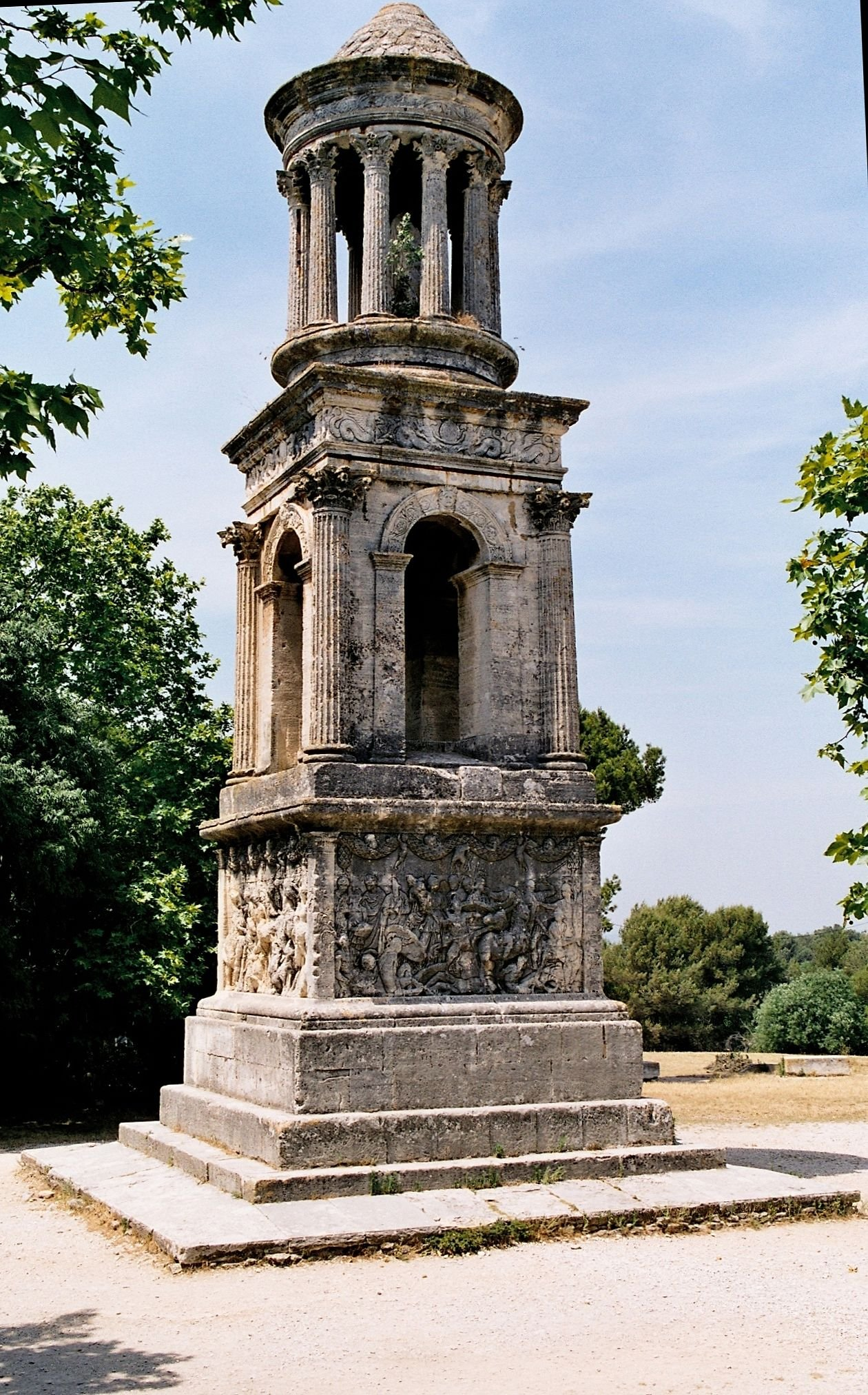
Grafmonument van de familie Iulii

#### Les Antiques
Aan de rand van de oude stad, maar tegenwoordig door de interdepartementale weg naar Les Baux de Provence van de rest van de site gescheiden, staan de enige twee bouwwerken die altijd bovengronds en min of meer intact zijn gebleven: het grafmonument van de familie Iulii, en de triomfboog.
 De restauratie van beide monumenten werd heel succesvol beëindigd in 2008.
Het grafmonument is uitzonderlijk mooi bewaard gebleven, en bestaat uit drie verdiepingen: twee vierkante lagen met een tholos (ronde tempel) bovenop. Het opschrift luidt:

SEX · L · M · IVLIEI · C · F · PARENTIBVS · SVEIS

Sextus, Lucius en Marcus Iulius, zoons van Gaius, aan hun ouders
De onderste verdieping van het monument bevat reliëfs die mythologische taferelen voorstellen, waarin meermalen sprake is van een gevallen strijder, en de tholos bevat (kopieën van) beelden van twee mannen. Men denkt dat, behalve aan de ouders van de drie broers Iulius, het monument ook gewijd is aan een gestorven oudere broer.
De triomfboog, ten slotte, markeerde vroeger de rand van de stad, en bevat reliëfs van gevangengenomen Gallische krijgers.